# マイケル北村
マイケル北村（マイケル きたむら、1945年 - ）は、日本の経営コンサルタント。アメリカ、パリ、フランクフルトに事務所を持ち、4ヵ国語を駆使し、国際政治分析を行う。大阪府出身。

## 概要
- 仕事は経営コンサルタントだが、一般向けの事務所を公開せず、主に国際的な特許ビジネスに関わってきた[1]。
- 1980年（35歳時）、多くの若者と同様憧れの希望の国・自由の国アメリカ[2]に渡り、3ヵ月ほどで約20社の内実[3]を見てしまい、“アメリカ経済が将来破綻する”ことを確信するようになる[1]。
- 1989年からロサンゼルスに事務所を置き、1年の大半は外国で暮らしている[1]。

## 著書
- 『地獄へのチェンジ! オバマはロックフェラー家の最高切り札だった』 徳間書店 2009年 ISBN 978-4199060731
- 『まるごと金融詐欺立国アメリカ超崩壊』 徳間書店 2009年 ISBN 978-4199060540